# Petreu, Bihor
Petreu (în maghiară Monospetri) este satul de reședință al comunei cu același nume din județul Bihor, Crișana, România.

 Acest articol despre o localitate din județul Bihor este deocamdată un ciot. Puteți ajuta Wikipedia prin completarea lui.